# 卢新华 (1975年)
卢新华（1975年4月—），广西河池人，男，壮族，1997年5月加入中国共产党，在职研究生学历。
现任广西桂林市委副书记，桂林市人民政府市长。

## 简历
1994年9月至1997年6月在河池师范高等专科学校汉语言文学教育专业学习，毕业后留校任河池师范高等专科学校附属中学教师、校团委书记。
1999年3月任宜州市人民政府办公室秘书。
2000年4月任共青团广西壮族自治区宜州市委副书记。
2001年8月任共青团广西壮族自治区宜州市委书记。
2002年6月任广西壮族自治区宜州市北山镇党委第一副书记。
2002年10月任广西壮族自治区宜州市北山镇党委副书记、镇长。
2000年8月至2002年12月于中央党校函授学院本科班行政管理专业学习。
2005年06月任广西壮族自治区宜州市祥贝乡党委第一副书记。
2005年07月任广西壮族自治区宜州市祥贝乡党委书记。
2005年3月至2008年1月于中南大学法学专业函授专科起点本科学习；2006年9月至2008年9与广西民族大学在职研究生班行政管理专业学习。
2009年3月任广西壮族自治区宜州市怀远镇党委书记。
2009年7月任广西壮族自治区纪委信访室副主任。
2009年9月至11月于广西壮族自治区党委党校第24期县处级公务员任职培训班学习。
2010年12月任广西壮族自治区纪委办公厅副主任。
2013年12月任广西壮族自治区纪委副秘书长、办公厅主任。
2015年10月任广西壮族自治区梧州市长洲区委书记，2016年12月兼任市商贸物流园区党工委书记，2019年4月兼任市商贸物流园区党工委副书记，2019年12月兼任市一级调研员。
2017年9月至11月于广西壮族自治区党委党校第37期中青年干部培训班学习。
2020年4月任广西壮族自治区梧州市人民政府副市长、党组成员，兼任长洲区委书记（至5月）、市不锈钢制品产业园区党工委书记、市河长制办公室主任。
2021年8月任广西壮族自治区梧州市委常委、秘书长、办公室主任，市委国家安全委员会办公室主任，兼任市不锈钢制品产业园区党工委书记。
2022年7月任广西壮族自治区人民政府副秘书长。
2024年2月任广西壮族自治区桂林市委副书记，2025年4月兼任市人民政府副市长、代理市长。
2025年4月任桂林市委副书记，桂林市人民政府市长。